# Affaire Manuela Gonzalez
 (novembre 2019).
 (novembre 2019).
L'affaire Manuela Gonzalez est une affaire criminelle française dans laquelle Manuela Gonzalez assassine son mari Daniel Cano à Villard-Bonnot, dans l'Isère, le 31 octobre 2008.

## Description
Le 28 septembre 2008 en pleine nuit, un incendie se déclare dans la chambre où se trouve Daniel Cano. Ce dernier, sous l'emprise de somnifères, se réveille et parvient malgré tout à sortir de la chambre. Grâce à l'intervention des pompiers, l'incendie est maîtrisé, sans en déterminer la cause.
Un mois plus tard, le 31 octobre 2008, un promeneur découvre une voiture calcinée dans un champ à Villard-Bonnot. Le corps méconnaissable d'un homme est trouvé à l'arrière du véhicule, et celui d'un chien dans le coffre. Sur la base des restes de la plaque minéralogique et de traces d'ADN, le corps est identifié comme celui de Daniel Cano.
Ce n'est qu'à la suite de l'assemblage de faits antérieurs des morts de deux des anciens compagnons (François Collazo en 1989 et Thierry Lechevallier en 1991) de Manuela Gonzalez par des faits similaires que l'instruction finit par qualifier l'acte de tentative d'assassinat. Des traces d'anxiolytiques sont retrouvées lors de l'autopsie du corps de Daniel Cano, qui montre qu'il a ingéré trois somnifères. Les gendarmes relèvent par ailleurs que Manuela Gonzalez a été impliquée dans plusieurs escroqueries.
Le mobile du meurtre établi est une somme de 235 000 euros provenant de deux contrats d'assurance-vie ainsi qu'une exonération de remboursement de prêt.
Manuela Gonzalez est condamnée à 30 ans de réclusion criminelle.

## Procès et condamnation
Lors du procès devant la cour d'assises de l'Isère en 2014, son avocat, Me Ronald Gallo, plaide l'acquittement, tandis que le parquet requiert 30 ans de réclusion criminelle. Devant la sévérité de la peine, Manuela Gonzalez et son avocat font appel. Elle est libérée une première fois en raison d'un délai trop long entre son  « Je souffre de la perte de mon mari » et « si je ne pleure pas on me juge froide (…) si je pleure on dit que je fais la comédie », a confié l'accusée, entre deux sanglots. Ses avocats ont décrit une famille « harmonieuse », en couple depuis près de 20 ans, où chacun s'occupait de l'enfant de l'autre. Et une veuve affectée par la mort de son mari, malgré des tensions dans le couple.
La sentence est confirmée en 2016 par la cour d'assises de la Drôme. La femme de 55 ans retourne en prison après plus de cinq ans de détention provisoire.
Son avocat annonce un pourvoi en cassation le lundi 30 mai 2016, mais il est rejeté. Manuela Gonzalez formule ensuite un pourvoi devant la Cour européenne des droits de l'homme, mais elle est finalement déboutée.

## Investigations sur des faits antérieurs
En 27 ans, cinq de ses compagnons ou maris ont connu un destin terrible : trois d'entre eux sont morts, deux autres ont échappé à un empoisonnement.
Des similitudes existent entre la mort de Daniel Cano et la mort de deux de ses anciens compagnons, ces derniers ayant en effet péri intoxiqués dans des circonstances troubles. Des faits pour lesquels Manuela Gonzalez n'a jamais été mise en cause, mais qui lui valent ce fameux surnom de « veuve noire de l'Isère ». Pour l'avocat général, le mobile était « criant de vérité » : l'argent. L'addiction aux jeux, des problèmes avec son auto-école, fermée après un trafic de permis : elle contracte alors un emprunt de 165 000 euros sur le dos de son mari.
La thèse du suicide est balayée par Me François Leclerc, avocat des parties civiles, car selon lui : « Le corps de Daniel Cano a été retrouvé à l'arrière de la voiture. La voiture a été retrouvée sans clé de contact, ni sur le contact, ni à l'intérieur de la voiture, ni sur le corps de Daniel Cano, ni autour de la voiture. C'est donc bien que quelqu'un a conduit cette voiture et ce n'est pas Daniel Cano. On n'a pas retrouvé non plus le récipient qui a servi à mettre le carburant qui a mis le feu à la voiture. ». Il déclare que Manuela Gonzalez est une « menteuse en série » pour qui « l'argent est le nerf de la guerre ».
Me Leclerc a également déclaré : « Il faut tuer Daniel Cano parce que dès qu'il sera mort, l'assurance du crédit hypothéqué marchera et ce sera 165 000 euros de gagné, évoquant aussi l'héritage de la maison, les apports d'une assurance-vie et d'un contrat de prévoyance. Il ne faut pas que ce soit un suicide sinon tout tombe à l'eau, donc encore de la drogue et encore du feu. »
Deux autres cadavres traînaient en effet dans ses placards. Ceux d'anciens compagnons de cette fille d'immigrés espagnols, morts, l'un dans l'incendie du cagibi où a été découvert son corps, l'autre asphyxié dans son garage par des gaz d'échappement. Des suicides, d'après Manuela, qui s'en était alors sortie sans poursuites judiciaires. Et pourtant, à chaque fois, la jeune femme avait récupéré, ou tenté de récupérer, de belles sommes d'argent. Une affaire « qui ressemble à un drame antique », selon la presse. Et pourtant, pas l'ombre d'une preuve matérielle.

### Articles de presse
- https://france3-regions.francetvinfo.fr/auvergne-rhone-alpes/proces-appel-veuve-noire-isere-manuela-gonzalez-condamnee-30-ans-reclusion-criminelle-1009765.html
- https://teleobs.nouvelobs.com/la-selection-teleobs/20161205.OBS2197/ne-ratez-pas-crime-et-chatiment-l-affaire-manuela-gonzalez-Cano.html
- https://www.parismatch.com/Actu/Faits-divers/30-ans-de-prison-pour-la-veuve-noire-de-l-Isere-982330
- https://www.lexpress.fr/actualite/societe/justice/qui-est-manuela-gonzalez-la-veuve-noire-de-l-isere_1718255.html
- https://www.20minutes.fr/societe/1855675-20160531-veuve-noire-isere-nouveau-condamnee-trente-ans-prison

### Documentaires télévisés
- « Manuela, femme fatale » le 10 novembre 2010 dans Enquêtes criminelles : le magazine des faits divers sur W9.
- « Manuela, la veuve noire » le 18 janvier 2013 dans Suspect n° 1 sur TMC.
- « Manuela, la veuve noire » (deuxième reportage) le 24 mai 2014 dans Chroniques criminelles sur NT1.
- « La veuve noire de l'Isère » (deuxième reportage) dans « ... dans les Alpes » le 2 juin 2014 dans Crimes sur NRJ 12.
- « Une Veuve noire dans la nature » le 5 novembre 2015 dans Complément d'enquête sur France 2.
- « Crime et châtiment » du 5 décembre 2016 sur France 3.
- « L'héritière en série » (premier reportage) dans « Quand l'argent tue l'amour » le 18 avril 2019 dans Héritages sur NRJ 12.
- « La Veuve Noire de l'Isère » le 8 novembre 2020 dans Faites entrer l'accusé sur RMC Story.
- « Affaire Manuela Gonzalez-Cano, la veuve noire de l'Isère le 19 juin 2021, le 15 octobre 2022 dans Au bout de l'enquête, la fin du crime parfait ? sur France 2.

### Émission radiophonique
- « Manuela Gonzalez, la veuve noire de l'Isère » le 22 avril 2014 dans L'Heure du crime de Jacques Pradel sur RTL.